# Pandémie (film, 2013)
Pour les articles homonymes, voir Pandémie (homonymie) et Flu.
Pour plus de détails, voir Fiche technique et Distribution.
Pandémie (Hangeul : 감기, RR : Gamgi, littéralement « Grippe ») est un film catastrophe sud-coréen écrit et réalisé par Kim Seong-su, sorti en 2013.

## Synopsis
Une épidémie mortelle ravage Bundang, la banlieue de Seongnam à Séoul. Après l'arrivée dans cette ville d'un conteneur renfermant un groupe d'immigrants clandestins presque tous déjà morts,  Byung-woo, le premier coréen qui a été en contact avec le seul migrant encore en vie, meurt d'un virus inconnu qui commence à infester des dizaines de résidents. C'est le chaos. Dans le pire des cas, le gouvernement ordonne d'isoler la banlieue en plein moment où In-hye et Ji-goo tentent de fuir vers la ville close…

## Fiche technique
- Titre : Pandémie
- Titre original : 감기 (Gamgi)
- Titre anglais : The Flu
- Réalisation et scénario : Kim Seong-su
- Production : Kim Sung-jin
- Société de production : iLoveCinema
- Société de distribution : CJ Entertainment
- Budget : 10 000 000 000 de won[1],[2] (soit 6 790 388 d'euros)
- Pays d'origine :  Corée du Sud
- Langue officielle : coréen
- Format : couleur
- Genre : catastrophe et science-fiction
- Durée : 121 minutes
- Dates de sortie :
  - Corée du Sud : 15 août 2013
  - France : 9 avril 2014 (DVD)

## Distribution
- Jang Hyuk (VF : Rémi Bichet) : Kang Ji-goo
- Soo Ae (VF : Olivia Nicosia) : Kim In-hye
- Park Min-ha (VF : Gwénaëlle Jegou) : Kim Mi-reu
- Yoo Hae-jin (VF : Stéphane Pouplard) : Bae Kyeong-eob
- Ma Dong-seok (VF : Frédéric Souterelle) : le soldat Jeon Gook-hwan
- Kim Ki-hyun : Chong-moo
- Lee Hee-joon (VF : Sylvain Agaësse) : Byeong-gi
- Cha In-pyo (VF : Alexis Victor) : le Président
- Kim Ki-hyeon (VF : Patrick Messe) : le Premier ministre
- Lee Sang-yeob : Byeong-woo
- Park Hyo-joo
- Park Jung-min : l'infirmier

## Production

### Distribution des rôles
Après Jo In-sung alors pressenti en fin décembre 2011, c'est l'acteur Jang Hyuk qui retrouve, en février 2012, le réalisateur dix ans après, pour le rôle d'un sauveteur héroïque. L'actrice Soo Ae a été choisie en avril 2012. Lors d'une conférence de presse en juillet 2013 au Sinsa-dong dans l'arrondissement du Gangnam-gu, cette dernière et la jeune Park Min-ha sont engagées à interpréter les rôles de mère-fille.

### Tournage
Le tournage a lieu entre mai et 11 octobre 2012.

### Promotion
La première bande-annonce se dévoile au début de juin 2013.

## Accueil

### Sorties
Le film sort le 14 août 2013 au Corée du Sud. En quatre jours, il accueille 1 854 655 entrées à la seconde place, laissant Hide and Seek (숨바꼭질) de Huh Jung à la première place avec 2 126 186 entrées également en quatre jours et Le Transperceneige (설국열차) de Bong Joon-ho, à la troisième place avec 8 182 097 entrées en vingt jours.
En France, Wild Side distribue les DVD à partir du 9 avril 2014 sous le titre Pandémie.

### Box-office
| Pays ou région | Box-office        | Date d'arrêt du box-office | Nombre de semaines |
| -------------- | ----------------- | -------------------------- | ------------------ |
| Corée du Sud   | 3 118 801 entrées | 13 octobre 2013            | 7                  |

## Autour du film
- Malgré le titre original 감기, les médias américains l'ont traduit en Cold pour définir le projet du film en attendant le titre international qu'est The Flu.